# IC 5174
IC 5174 је спирална галаксија у сазвјежђу Ждрал која се налази на листи објеката дубоког неба у Индекс каталогу.
Деклинација објекта је - 38° 10' 18" а ректасцензија 22h 12m 44,5s. Привидна величина (магнитуда) објекта IC 5174 износи 14,2 а фотографска магнитуда 15,0. IC 5174 је још познат и под ознакама ESO 344-13, MCG -6-48-28, AM 2209-382, PGC 68292.